# Жіноча збірна Південно-Африканської Республіки з хокею із шайбою
Жіноча збірна Південно-Африканської Республіки з хокею із шайбою (англ. South Africa women's national ice hockey team) — національна жіноча збірна команда Південно-Африканської Республіки, яка представляє країну на міжнародних змаганнях з хокею. Функціонування команди забезпечується Південно-Африканською хокейною асоціацією.

## Історія
Південноафриканська жіноча збірна з хокею брала участь у кваліфікаційному турнірі чемпіонату світу 1999 року. У своєму першому турнірі, команда не кваліфікувалась до основного раунду чемпіонату, як і у наступному році. З 2003 року збірна ПАР виступає у нижчих дивізіонах чемпіонату.

## Результати

### Виступи на чемпіонатах світу
- 1999 – кваліфікаційний турнір.
- 2000 – кваліфікаційний турнір.
- 2001 – кваліфікаційний турнір.
- 2003 – 5 місце (Дивізіон III)
- 2005 – 5 місце (Дивізіон III)
- 2007 – 6 місце (Дивізіон III)
- 2008 – 5 місце (Дивізіон IV)
- 2009 – турнір не відбувся[1]
- 2011 – 5 місце (Дивізіон IV)
- 2012 – 6 місце (Дивізіон ІІВ)
- 2013 – 6 місце (Дивізіон ІІВ)
- 2014 – 2 місце (кваліфікація Дивізіону ІІВ)
- 2015 – 3 місце (кваліфікація Дивізіону ІІВ)
- 2016 – 3 місце (кваліфікація Дивізіону ІІВ)
- 2017 – 3 місце (кваліфікація Дивізіону ІІВ)
- 2018 – 3 місце (кваліфікація Дивізіону ІІВ)
- 2019 – 3 місце (Дивізіон ІІВ, кваліфікація)
- 2020 – 1 місце (Дивізіон III)
- 2022 – 4 місце (Дивізіон ІІВ)
- 2023 – 4 місце (Дивізіон ІІВ)
- 2024 – 6 місце (Дивізіон ІІВ)
- 2025 – 6 місце (Дивізіон IIIA)